# مسابقات جهانی دو و میدانی ۲۰۱۹
مسابقات جهانی دو و میدانی ۲۰۱۹ (انگلیسی: 2019 World Athletics Championships) هفدهمین دورهٔ مسابقات جهانی دو و میدانی است که از ۲۷ سپتامبر تا ۶ اکتبر ۲۰۱۹ (۱۵–۵ مهر ۱۳۹۸) در دوحه، قطر برگزار شد. حدود ۲۰۰۰ نفر از ۲۰۹ کشور در ۴۹ رویداد شرکت کردند که شامل: ۲۴ رویداد مردان، ۲۴ رویداد زنان و ۱ رویداد مختلط است. (۴۳ رویداد پیست و میدانی، ۴ رویداد پیاده‌روی سرعت و ۲ رویداد ماراتن).

## محل برگزاری
- نمایی از کرنیش دوحه مسیر برگزاری رویدادهای ماراتن و پیاده‌روی سرعت.

## حدنصاب‌های ورودی
| ماده                                | مردان                                                          | تعداد | زنان                                                           | تعداد |
| ----------------------------------- | -------------------------------------------------------------- | ----- | -------------------------------------------------------------- | ----- |
| دو ۱۰۰ متر                          | ۱۰٫۱۰                                                          | ۴۸    | ۱۱٫۲۴                                                          | ۴۸    |
| دو ۲۰۰ متر                          | ۲۰٫۴۰                                                          | ۵۶    | ۲۳٫۰۲                                                          | ۵۶    |
| دو ۴۰۰ متر                          | ۴۵٫۳۰                                                          | ۴۸    | ۵۱٫۸۰                                                          | ۴۸    |
| دو ۸۰۰ متر                          | ۱:۴۵٫۸۰                                                        | ۴۸    | ۲:۰۰٫۶۰                                                        | ۴۸    |
| دو ۱۵۰۰ متر (دو یک مایل)            | ۳:۳۶٫۰۰ (۳:۵۳٫۱۰)                                              | ۴۵    | ۴:۰۶٫۵۰ (۴:۲۵٫۲۰)                                              | ۴۵    |
| دو ۳۰۰۰ متر بامانع                  | ۸:۲۹٫۰۰                                                        | ۴۵    | ۹:۴۰٫۰۰                                                        | ۴۵    |
| دو ۵۰۰۰ متر                         | ۱۳:۲۲٫۵۰                                                       | ۴۲    | ۱۵:۲۲٫۰۰                                                       | ۴۲    |
| دو ۱۰۰۰۰ متر                        | ۲۷:۴۰٫۰۰                                                       | ۲۷    | ۳۱:۵۰٫۰۰                                                       | ۲۷    |
| دو ۱۱۰ متر بامانع/دو ۱۰۰ متر بامانع | ۱۳٫۴۶                                                          | ۴۰    | ۱۲٫۹۸                                                          | ۴۰    |
| دو ۴۰۰ متر بامانع                   | ۴۹٫۳۰                                                          | ۴۰    | ۵۶٫۰۰                                                          | ۴۰    |
| پرش ارتفاع                          | 2.30 m (7 ft 61⁄2 in)                                          | ۳۲    | 1.94 m (6 ft 41⁄4 in)                                          | ۳۲    |
| پرش با نیزه                         | 5.71 m (18 ft 83⁄4 in)                                         | ۳۲    | 4.56 m (14 ft 111⁄2 in)                                        | ۳۲    |
| پرش طول                             | 8.17 m (26 ft 91⁄2 in)                                         | ۳۲    | 6.72 m (22 ft 01⁄2 in)                                         | ۳۲    |
| پرش سه‌گام                           | 16.95 m (55 ft 71⁄4 in)                                        | ۳۲    | 14.20 m (46 ft 7 in)                                           | ۳۲    |
| پرتاب وزنه                          | 20.70 m (67 ft 103⁄4 in)                                       | ۳۲    | 18.00 m (59 ft 01⁄2 in)                                        | ۳۲    |
| پرتاب دیسک                          | 65.00 m (213 ft 3 in)                                          | ۳۲    | 61.20 m (200 ft 91⁄4 in)                                       | ۳۲    |
| پرتاب چکش                           | 76.00 m (249 ft 4 in)                                          | ۳۲    | 71.00 m (232 ft 111⁄4 in)                                      | ۳۲    |
| پرتاب نیزه                          | 83.00 m (272 ft 31⁄2 in)                                       | ۳۲    | 61.50 m (201 ft 91⁄4 in)                                       | ۳۲    |
| ماراتن                              | ۲:۱۶:۰۰                                                        | ۱۰۰   | ۲:۳۷:۰۰                                                        | ۱۰۰   |
| دهگانه/هفت‌گانه                      | ۸۲۰۰                                                           | ۲۴    | ۶۳۰۰                                                           | ۲۴    |
| ۲۰ کیلومتر پیاده‌روی سرعت            | ۱:۲۲:۳۰                                                        | ۳۰    | ۱:۳۳:۳۰                                                        | ۳۰    |
| ۵۰ کیلومتر پیاده‌روی سرعت            | ۳:۵۹:۰۰                                                        | ۵۰    | ۴:۳۰:۰۰                                                        | ۳۰    |
| دو ۴ در ۱۰۰ متر امدادی              | ۱۰ نفر برتر @ 2019 IAAF World Relays + ۶ نفر از فهرست برترین‌ها | ۱۶    | ۱۰ نفر برتر @ 2019 IAAF World Relays + ۶ نفر از فهرست برترین‌ها | ۱۶    |
| دو ۴ در ۴۰۰ متر امدادی              | ۱۰ نفر برتر @ 2019 IAAF World Relays + ۶ نفر از فهرست برترین‌ها | ۱۶    | ۱۰ نفر برتر @ 2019 IAAF World Relays + ۶ نفر از فهرست برترین‌ها | ۱۶    |
| دو ۴ در ۴۰۰ متر امدادی مختلط        | ۱۲ نفر برتر @ 2019 IAAF World Relays + ۴ نفر از فهرست برترین‌ها | ۱۶    | ۱۲ نفر برتر @ 2019 IAAF World Relays + ۴ نفر از فهرست برترین‌ها | ۱۶    |